# Chen Ting (Dreispringerin)
Chen Ting (* 28. August 1997) ist eine chinesische Leichtathletin, die sich auf den Dreisprung spezialisiert hat.

## Sportliche Laufbahn
Erste internationale Erfahrungen sammelte Chen Ting bei den U20-Weltmeisterschaften 2016 in Bydgoszcz, bei denen sie mit 13,85 m die Goldmedaille gewann. Zwei Jahre später nahm sie erstmals an den Asienspielen in der indonesischen Hauptstadt Jakarta teil und wurde dort mit 13,69 m Vierte. Im Jahr darauf belegte sie bei den Asienmeisterschaften in Doha mit einer Weite von 12,68 m den neunten Platz und wurde im Oktober bei den Militärweltspielen in Wuhan mit 13,38 m Vierte. 2023 gewann sie bei den Hallenasienmeisterschaften in Astana mit 13,52 m die Bronzemedaille hinter der Usbekin Sharifa Davronova und Mariko Morimoto aus Japan.
2017 wurde Chen Chinesische Meisterin im Dreisprung.

## Persönliche Bestleistungen
- Weitsprung: 6,22 m (−0,4 m/s), 27. Juni 2016 in Ordos
  - Weitsprung (Halle): 6,13 min, 19. Februar 2019 in Nanjing
- Dreisprung: 13,87 m (+0,4 m/s), 2. November 2022 in Huzhou
  - Dreisprung (Halle): 13,83 m, 24. Februar 2017 in Xianlin